# Virchows triad
Virchows triad är samlingsnamnet på tre faktorer som i samverkan bidrar till bildning av trombos.
- Skada på blodkärlets vägg och det endotel som täcker ytan (den viktigaste faktorn)
- Onormalt blodflöde – långsamt eller turbulent
- Hyperkoagulabilitet – förändrad sammansättning av blodet med ökad tendens att koagulera (ökad "klibbighet")